# Luxor Live
Luxor Live, voorheen Het Luxor-Théâtre en van 1915 tot 1984 een bioscoop, is het gemeentelijke poppodium van Arnhem, gelegen aan het Willemsplein, vlak bij de Korenmarkt, in Arnhem. Luxor was voorheen in particuliere handen. Na jaren van leegstand, na sluiting vanwege gewelddadigheden door bezoekers, is het nieuw leven ingeblazen als poppodium. Het biedt plaats aan 250 bezoekers in de kleine bovenzaal en 750 bezoekers in de grote zaal.

## Geschiedenis
Luxor Live is gevestigd in een voormalig filmtheater. Het theater werd in opdracht van Frans van Laeken gebouwd en werd op 26 mei 1915 geopend. Het gebouw is een ontwerp van de architect Willem Diehl. In de jaren zeventig van de vorige eeuw nam het aantal bezoekers af en raakte het pand in verval. In de jaren 80 zijn er plannen geweest om het pand te slopen. In 1984 werd het pand aangekocht en werd er een poppodium in gevestigd. Later werd er een discotheek in gevestigd en werden er vechtsportgala's georganiseerd.
De discotheek kwam in 1997 in opspraak door gewelddadigheden zoals een schietpartij, waarbij gericht op een portier is geschoten. Door de aanwezigheid van kogelwerend glas heeft deze schietpartij geen slachtoffers geëist. De Gemeente Arnhem heeft als gevolg van de schietpartij de nachtvergunning van Luxor ingetrokken. Dit, alsmede de negatieve publiciteit, betekende het einde van de discotheek. In februari 2000 was Luxor BV definitief failliet.
Het pand heeft vervolgens enkele jaren leeggestaan. In de lokale politiek werd het een belangrijk issue. Verschillende politieke partijen streefden naar een verbouwing tot breed poppodium. In 2002 werd het pand aangekocht door de Gemeente Arnhem. In 2006 werd met de verbouwing gestart. De verbouwing viel duur uit. Dit had mede te maken met het feit dat tegelijkertijd het naastgelegen Centraal Station verbouwd werd en dat door deze verbouwing er vrijwel geen ruimte voor Luxor overbleef om de logistiek rondom concerten goed te kunnen regelen. Op 5 september 2008 is de officiële feestelijke opening van Luxor Live. Tal van bekende artiesten traden op in het Arnhemse poppodium, zowel uit binnen- als buitenland. Ook werden er wekelijks clubavonden georganiseerd met verschillende muziekstijlen, waaronder drum and bass (Forms), techno/tech-house (Deepsense, Overstuur), electro/techno (8Bahn), hiphop (The Take Over) en eclectische muziekstijlen (Rock & Soul en 100% Recessie). Sinds 2017 werkt Luxor Live samen met Musis & Stadstheater Arnhem.

## Trivia
- In 2017 vormde Luxor Live het decor voor de landelijke televisiecommercial van de McDonald's.